# Clewiston
Clewiston – miasto w Stanach Zjednoczonych, w stanie Floryda, w hrabstwie Hendry, położone na południowym brzegu jeziora Okeechobee. Według spisu w 2020 roku liczy 7327 mieszkańców. 